# Толбот, Джордж, 6-й граф Шрусбери
Джордж Толбот, 6-й граф Шрусбери, 6-й граф Уотерфорд, 12-й барон Толбот, 11-й барон Фёрниволл, 15-й барон Стрейндж из Блэкмера (англ. George Talbot, 6th Earl of Shrewsbury, 6th Earl of Waterford, 12th Baron Talbot, 11th Baron Furnivall; 1528 — 18 ноября 1590) — английский магнат и военачальник, 6-й лорд высший стюард Ирландии (1560—1590), граф-маршал Англии (1572—1590), лорд-лейтенант Дербишира (1585—1590), Стаффордшира (1585—1590) и Ноттингемшира (1588—1590).

## Биография
Старший сын Фрэнсиса Толбота, 5-го графа Шрусбери (1500—1560), от первого брака с Мэри Дакр (1502—1538). Участвовал во вторжении английской армии под командованием герцога Сомерсета в Шотландию. В октябре 1557 года он был отправлен своим отцом на службу к Томасу Перси, 7-му графу Нортумберленду. Позднее он в течение нескольких месяцев находился на службе на шотландской границе во главе пяти сотен всадников.
25 сентября 1560 года после смерти своего отца Джордж Толбот унаследовал титулы 6-го графа Шрусбери, 6-го графа Уотерфорда, 11-го барона Фёрниволла, 12-го барона Толбота, 15-го барона Стрейнджа из Блэкмера, а также почетную должность 6-го лорда высшего стюарда Ирландии. После смерти отца он также унаследовал пожизненную должность управляющего казначейством. В 1561 году он стал кавалером Ордена Подвязки.
Граф Шрусбери был избран в качестве хранителя Марии Стюарт, королевы Шотландии, которая была заключена в тюрьму королевой Елизаветой Тюдор в 1568 году после того, как она бежала в Англию из Шотландии после катастрофического поражения в битве при Лангсайде. Королева Англии Елизавета Тюдор возложила на графа Шрусбери ответственную задачу — охранять Марию Стюарт. В течение 15 лет Джордж Толбот занимался охраной арестованной шотландской королевы.
Мария Стюарт была доставлена в замок Татбери (принадлежавший графу Шрусбери) 2 февраля 1569 года, но в июне Джордж Толбот перевёз пленницу в своё поместье Вингфилд. В сентябре того же года граф Шрусбери доставил пленницу в замок Татбери. В ноябре 1569 года вспыхнуло Северное восстание под руководством графов Нортумберленда и Уэстморленда, которые планировали выступить на замок Татбери, чтобы освободить из тюремного заключения Марию Стюарт. Пленная королева была вывезена в Ковентри, а в январе 1570 года возвращена обратно в Татбери. В мае 1570 года граф Шрусбери переправил арестантку в Чатсворт (графство Дербишир), чтобы пресечь очередную попытку её освобождения. В октябре того же года Сесил и Милдмей посетили Чатсворт и договорились о переправке Марии Стюарт в замок Шеффилд, родовое гнездо графов Шрусбери. В Шеффилде, за исключением редких визитов в Бакстон, Чатсворт или старый Хардвик-Холл, Мария Стюарт оставалась под охраной графа Шрусбери в течение следующих четырнадцати лет. Зимой 1571/1572 года, когда граф Шрусбери находился в Лондоне, охраной пленной шотландской королевы руководил сэр Ральф Садлер.
В 1571 году граф Шрусбери был назначен королевой Елизаветой Тюдор лордом-распорядителем во время суда над Томасом Говардом, 4-м герцогом Норфолком. В следующем 1572 году Джордж Толбот, лорд Шрусбери, получил должность графа-маршала Англии. Последнюю должность он занимал до своей смерти в 1590 году.
18 ноября 1590 года Джордж Толбот, граф Шрусбери, скончался. Он был похоронен в часовне Шрусбери в Шеффилдском соборе.

## Браки и дети
Граф Шрусбери был дважды женат. Его первой женой 28 апреля 1539 года стала Гертруда Маннерс (ум. 1566), дочь Томаса Маннерса, 1-го графа Ратленда, и Элеоноры Пастон. Дети от первого брака:
- Фрэнсис Толбот, лорд Толбот (ок. 1550—1582), был женат на Энн Герберт (1550—1592), дочери Уильяма Герберта, 1-го графа Пембрука (1501—1570), бездетен
- Гилберт Толбот, 7-й граф Шрусбери (20 ноября 1552 — 8 мая 1616), преемник отца. Был женат на Мэри Кавендиш[англ.], от брака с которой у него три дочери
- Генри Толбот (1563 — 20 января 1596), женат на Элизабет Райнер (1556—1612), от брака с которой у него было две дочери: Гертруда и Мэри
- Эдвард Толбот, 8-й граф Шрусбери (1561 — 8 февраля 1617), преемник старшего брата. Был женат на Джоан Огл, дочери 7-го барона Огла
- Леди Кэтрин Толбот (ум. 12 мая 1576), жена Генри, лорда Герберта, затем 2-го графа Пембрука (ок. 1538—1601)
- Леди Мэри Толбот, жена сэра Джорджа Сэвила, 1-го баронета[англ.] (1550—1622)
- Леди Грейс Толбот, муж — Генри Кавендиш (1550—1616), сын сэра Уильяма Кавендиша из Чатсворта и Элизабет Хардвик

Вторично, 9 февраля 1567 года, граф Шрусбери женился на Элизабет Хардвик (ок. 1527—1608) из Хардвик-Холла в Дербишире, вдове сэра Уильяма Кавендиша из Чатсворта. Второй брак был бездетным.

## В художественной литературе
- Джордж Толбот, 6-й граф Шрусбери — главный герой исторического романа Филиппы Грегори «Другая королева[англ.]».